# WIG-informatyka
WIG-INFO (lub WIG-Informatyka) – indeks giełdowy spółek sektora informatycznego Giełdy Papierów Wartościowych w Warszawie. Ten subindeks giełdowy indeksu WIG obliczany jest od 31 grudnia 1998 roku.

## Skład indeksu
| Nazwa spółki                         | Skrót | Kod ISIN     | Pakiet     | Udział % w indeksie |
| ------------------------------------ | ----- | ------------ | ---------- | ------------------- |
| Asseco Poland (ASSECOPOL)            | ACP   | PLSOFTB00016 | 74 917 000 | 48,748              |
| CD Projekt (CDPROJEKT)               | CDR   | PLOPTTC00011 | 64 075 000 | 17,211              |
| Medicalgorithmics (MEDICALG)         | MDG   | PLMDCLG00015 | 2 561 000  | 6,632               |
| Comarch (COMARCH)                    | CMR   | PLCOMAR00012 | 4 612 000  | 6,111               |
| Asseco Business Solutions (ASSECOBS) | ABS   | PLABS0000018 | 17 889 000 | 3,422               |
| Comp (COMP)                          | CMP   | PLCMP0000017 | 4 122 000  | 2,830               |
| ATM (ATM)                            | ATM   | TMSA00013    | 24 981 000 | 2,771               |
| LiveChat Software (LIVECHAT)         | LVC   | PLLVTSF00010 | 5 720 000  | 2,480               |
| Asseco SEE (ASSECOSEE)               | ASE   | PLASSEE00014 | 17 088 000 | 2,038               |
| CI Games (CIGAMES)                   | CIG   | PLCTINT00018 | 7 558 000  | 1,721               |
| Qumak (QUMAK)                        | QMK   | PLQMKSK00017 | 10 375 000 | 1,168               |
| Sygnity (SYGNITY)                    | SGN   | PLCMPLD00016 | 11 886 000 | 1,098               |
| Atende (ATENDE)                      | ATD   | PLATMSI00016 | 24 386 000 | 0,790               |
| Elzab (ELZAB)                        | ELZ   | PLELZAB00010 | 2 735 000  | 0,521               |
| Wasko (WASKO)                        | WAS   | PLHOGA000041 | 17 103 000 | 0,385               |
| Ailleron (AILLERON)                  | ALL   | PLWNDMB00010 | 4 156 000  | 0,316               |
| Macrologic (MCLOGIC)                 | MCL   | PLMCSFT00018 | 602 000    | 0,267               |
| Cube ITG (CUBEITG)                   | CTG   | PLMCINT00013 | 4 391 000  | 0,245               |
| INDATA Software (INDATA)             | IDT   | PLTROMD00010 | 24 557 000 | 0,243               |
| Simple (SIMPLE)                      | SME   | PLSIMPL00011 | 1 932 000  | 0,230               |
| OPTeam (OPTEAM)                      | OPM   | PLOPTEM00012 | 1 399 000  | 0,195               |
| Talex (TALEX)                        | TLX   | PLTALEX00017 | 730 00     | 0,169               |
| NTT System (NTTSYSTEM)               | NTT   | PLNTSYS00013 | 4 803 000  | 0,149               |
| Betacom (BETACOM)                    | BCM   | PLBTCOM00016 | 911 000    | 0,101               |
| LSI Software SA (LSISOFT)            | LSI   | PLLSSFT00016 | 1 817 000  | 0,080               |
| Procad (PROCAD)                      | PRD   | PLPRCAD00018 | 3 666 000  | 0,077               |